# 청성군
청성군(淸城郡)은 조선민주주의인민공화국의 단명한 군이다. 1952년 부군면 통폐합때 의주군의 가산면, 옥상면, 광평면을 분리하여 신설하였다. 1953년에 청수로동자구 일대 지역의 3개 리와 1개 로동자구가 삭주군에서 편입되었다. 1974년에 추리(해방 당시 의주군 가산면 추리)와 삼하리(해방당시 의주군 옥상면 삼하리, 삼상리)만 의주군으로 환원되고, 나머지 전역이 삭주군에 편입되어 청성군이 폐지되었다.

## 행정구역
폐지당시의 행정구역은 다음과 같다.
청성읍, 남사로동자구, 청수로동자구, 내옥리, 도령리, 당목리, 방상리, 부평리, 복사리, 삼하리, 상관리, 옥강리, 중대리, 좌리, 천강리, 추리, 판막리

## 관광
옥천사, 옥강리3층탑, 산봉산성, 천리장성, 군창터

## 교통
압록강을 따라 의주와 삭주 방면으로 도로가 놓여 있었다. 1953년에 편입한 지역에 평북선이 지나갔다.
1. ↑  문화유물보존연구소 (1966년 5월 25일). 《명승, 고적, 천연 기념물편람》. 군중문화출판사. 31쪽.